# Gubernatorzy Massachusetts
Lista gubernatorów Massachusetts

## Gubernatorzy prowincji Massachusetts Bay
Gubernatorzy prowincji Massachusetts Bay zarządzali kolonią w latach 1629–1686.
- John Endecott
- John Winthrop
- Thomas Dudley
- John Haynes
- Simon Bradstreet

## Gubernatorzy prowincji Nowej Anglii (1686–1692)
- Joseph Dudley
- Edmund Andros

## Królewscy gubernatorzy kolonialni
W okresie 1692–1774 królewską kolonią Massachusetts zarządzali:
- William Phips
- William Stoughton
- Richard Coote
- William Tailer
- Samuel Shute
- William Dummer
- William Burnet
- Jonathan Belcher
- William Shirley
- Spencer Phips
- Thomas Pownall
- Thomas Hutchinson
- Francis Bernard

## Gubernatorzy stanowi wspólnoty Massachusetts (od 1780)
- John Hancock
- Thomas Cushing
- James Bowdoin
- Samuel Adams
- Increase Sumner
- Moses Gill
- Caleb Strong
- James Sullivan
- Levi Lincoln
- Christopher Gore
- Elbridge Gerry
- John Brooks
- William Eustis
- Marcus Morton
- Levi Lincoln Jr.
- John Davis
- Samuel Turell Armstrong
- Edward Everett
- George Nixon Briggs
- George Sewall Boutwell
- John Henry Clifford
- Emory Washburn
- Henry Joseph Gardner
- Nathaniel Prentice Banks
- John Albion Andrew
- Alexander Hamilton Bullock
- William Claflin
- William Barrett Washburn
- Thomas Talbot
- William Gaston
- Alexander Hamilton Rice
- John Davis Long
- Benjamin Franklin Butler
- George Dexter Robinson
- Oliver Ames
- John Quincy Adams Brackett
- William Eustis Russell
- Frederic Thomas Greenhalge
- Roger Wolcott
- Winthrop Murray Crane
- John Lewis Bates
- William Lewis Douglas
- Curtis Guild Jr.
- Ebenezer Sumner Draper
- Eugene Noble Foss
- David Ignatius Walsh
- Samuel Walker McCall
- Calvin Coolidge
- Channing Cox
- Alvan Tufts Fuller
- Frank G. Allen
- Joseph Buell Ely
- James Michael Curley
- Charles Francis Hurley
- Leverett Saltonstall
- Maurice J. Tobin
- Robert Fiske Bradford
- Paul Andrew Dever
- Christian Archibald Herter
- Foster J. Furcolo
- John Anthony Volpe
- Endicott Peabody
- Francis W. Sargent
- Michael Stanley Dukakis
- Edward Joseph King
- William Floyd Weld
- Argeo Paul Cellucci
- Jane Swift
- Willard Mitt Romney
- Deval Patrick
- Charlie Baker
- Maura Healey